# Raised by wolves
Raised by Wolves er en amerikansk science fiction-drama- tv-serie skabt af Aaron Guzikowski, der havde premiere på HBO Max den 3. september 2020. De to første afsnit blev instrueret af Ridley Scott, som også fungerer som executive producer for programmet. Serien blev fornyet for en anden sæson kort efter dens premiere.

## Premise
Raised by Wolves centrerer sig om to androider - far og mor - der har til opgave at opdrage menneskebørn på planten Kepler-22b, efter at jorden blev ødelagt af en stor krig. Da den spirende koloni af mennesker truer med at blive revet i stykker af religiøse forskelle, lærer androiderne at at det er en forræderisk og vanskelig opgave at kontrollere menneskers tro.